# Казакевич, Аркадий Викентьевич
Аркадий Викентьевич Казакевич (1918—1979) — советский инженер-технолог и организатор промышленности, директор Днепропетровского шинного завода Министерства нефтеперерабатывающей и нефтехимической промышленности СССР. Герой Социалистического Труда (1971).

## Биография
Родился 16 августа 1918 года в городе Вязьма Вяземского уезда Смоленской губернии.
С 1936 по 1941 годы проходил обучение в Ленинградском химико-технологическом институте, после окончания которого получив специальность инженер-технолог. С 1941 по 1958 годы, в течение семнадцати лет, включая и тяжёлые годы периода Великой Отечественной войны А. В. Казакевич являлся — главным инженером Омского шинного завода Министерства химической промышленности СССР.
С 1958 по 1961 годы — руководитель Омского научно-исследовательского и конструкторско-технологического института. С 1961 по 1979 годы в течение восемнадцати лет, А. В. Казакевич являлся — организатором и бессменным директором  Днепропетровского шинного завода Министерства нефтеперерабатывающей и нефтехимической промышленности СССР. Под руководством и при непосредственном участии А. В. Казакевича была организована и введена в строй вся система промышленного производства Днепропетровского шинного завода в том числе: в 1961 году — введена в строй первая очередь завода, в 1962 году —  введён в эксплуатацию цех по производству массивных шин, в 1963 году — построены и введены в эксплуатацию мощности по восстановительному ремонту шин, в 1968 году — запущена линия по производству мотоциклетных шин, в 1969 году —  введена в строй первая очередь производства крупногабаритных шин.
28 мая 1966 года Указом Президиума Верховного Совета СССР «за выдающиеся достижения в труде» Аркадий Викентьевич Казакевич был награждён Орденом Ленина.
20 апреля 1971 года  Указом Президиума Верховного Совета СССР «за выдающиеся успехи в выполнении производственных заданий пятилетнего плана, внедрение передовых методов труда и достижение высоких технико-экономических показателей в нефтеперерабатывающей и нефтехимической промышленности» Аркадий Викентьевич Казакевич был удостоен звания Героя Социалистического Труда с вручением Ордена Ленина и золотой медали «Серп и Молот».
Скончался 15 ноября 1979 года в городе Днепропетровске Украинской ССР.

## Награды
- Медаль «Серп и Молот» (20.04.1971)
- Орден Ленина (28.05.1966; 20.04.1971)
- Орден Октябрьской Революции  (10.03.1976)
- Медаль «За трудовое отличие» ((28.11.1951))